# 315218 La Boetie
315218 La Boetie este o planetă minoră (asteroid) din centura de asteroizi. A fost descoperită pe 13 septembrie 2007 la Observatoire de Saint-Sulpice⁠(d) de Bernard Christophe⁠(d). 
Obiectul prezintă o orbită caracterizată de o semiaxă mare de 2,2698879957742 UAi, o excentricitate de 0,11, o înclinație de 6,3 ° în raport cu ecliptica.